# Улица Декабристов (Москва)
Улица Декабри́стов — улица в районе Отрадное Северо-Восточного административного округа города Москвы. Проходит от Алтуфьевского шоссе до Сельскохозяйственной улицы.

## История

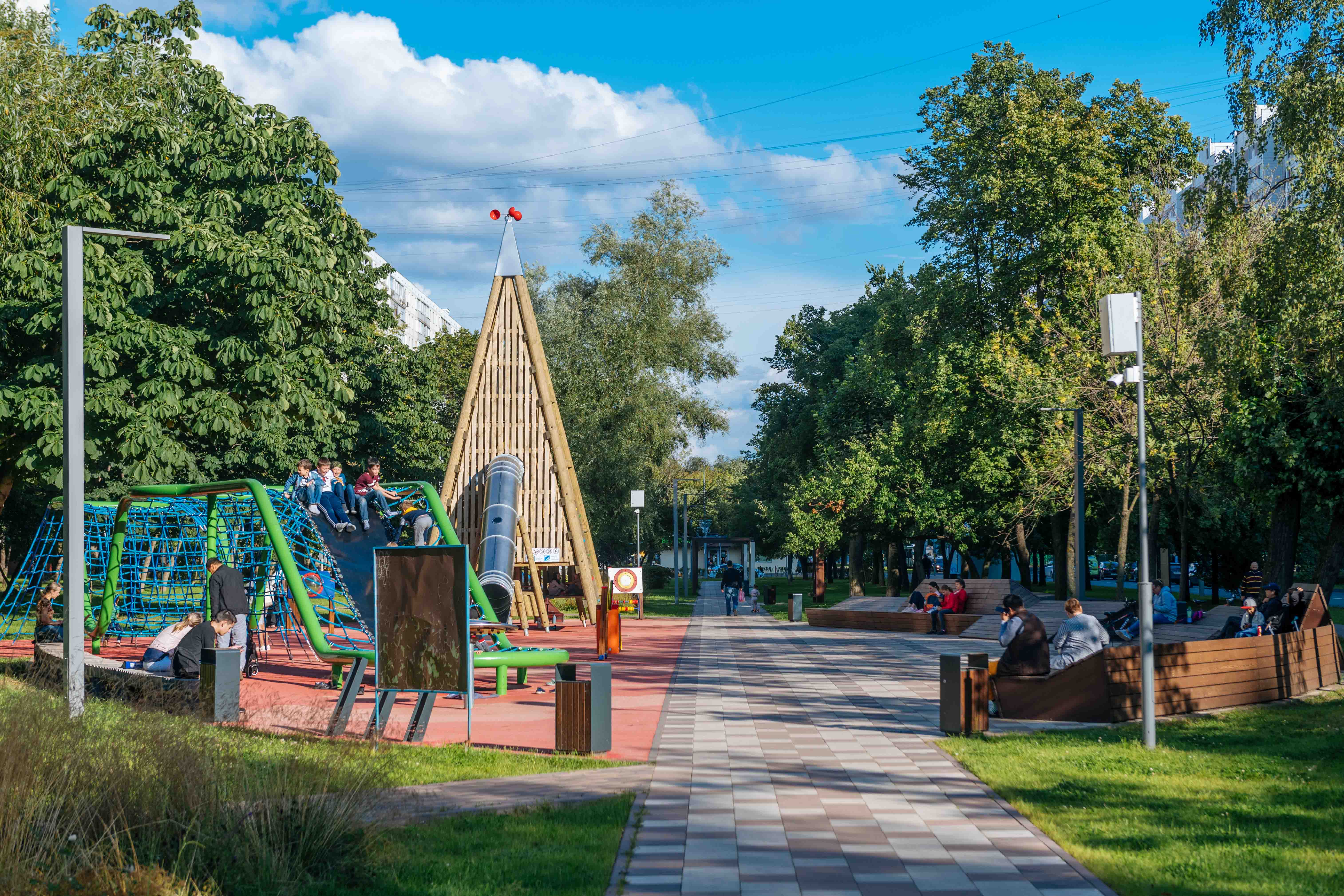
Сквер на улице Декабристов

С 1900 по 1987 год параллельно улице на месте первого ряда чётных домов проходила Бескудниковская железнодорожная ветка.
Улица названа в 1975 году в 150-летнюю годовщину восстания декабристов в память об участниках тайных дворянских революционных обществ («Союз благоденствия», «Южное общество»), вышедших 14 декабря 1825 года (по юлианскому календарю) на Сенатскую площадь в Санкт-Петербурге. Из 126 осуждённых декабристов 80 родились и жили в Москве (П. И. Пестель, С. Г. Волконский, Н. М. Муравьев и др.).
На пешеходном тротуаре вблизи дома 1 в июне 2010 года художниками Миленой Чернявской, Елеонорой Збанкэ и Евгенией Логиновой создана импровизированная Аллея режиссёров. На асфальте белой краской символически нарисованы портреты 19 всемирно известных кинорежиссёров, среди которых только один россиянин — Андрей Звягинцев. Аллея просуществовала примерно до 2012 года.
В 2019—2020 годах по программе «Мой район» вдоль улицы Декабристов от дома 1 до дома 29 были обустроены скверы. Вдоль зелёной зоны построили детские площадки, спортивную площадку с тренажерами, проложили прогулочные дорожки, установили скамейки и качели-лавочки, а также отреставрировали скульптуру «Дуб зелёный» по мотивам поэмы А. С. Пушкина «Руслан и Людмила» и площадку вокруг нее.

## Расположение
Улица Декабристов является центральной улицей Отрадного. Она пересекает район с северо-запада на юго-восток. Начинается от Алтуфьевского шоссе напротив Поморской улицы и 2-го Алтуфьевского путепровода. По нечётной стороне к улице примыкают улицы Римского-Корсакова, Бестужевых, Северный бульвар (две проезжие части), улицы Пестеля и Мусоргского, по чётной напротив предыдущих соответственно — проектируемый проезд № 5350, Каргопольская улица, улицы Санникова, Хачатуряна, проезд Якушкина и Олонецкая улица. В конце дорога пересекается Сельскохозяйственной улицей у поймы реки Яуза, где продолжается как проектируемый проезд № 4224.

## Учреждения и организации
- 2, корпус 1 — музыкально-эстетический центр «Аллегро»; административно-техническая инспекция СВАО, Отрадное;
- 2, корпус 2 — театр «Мел»; детский клуб «Дети с улицы Отрадного»; музыкально-эстетический центр «Аллегро»; Общественный фонд содействия внедрению социальных инноваций;
- 3 — ОМВД «Отрадное»;
- 8, корпус 4 — школа № 952;
- 8, корпус 3 — детский дом № 59;
- 8, корпус 2 — детский сад № 1537;
- 8, корпус 1 — Сбербанк, Марьинорощинское отделение № 7981/01490;
- 12 — торговый центр «Fort»
- 15А — торговый комплекс «Отрадное»
- 17 — районный центр «Байконур»;
- 21Г — торговый центр в Отрадном;
- 24 — поликлиника № 107 СВАО;
- 26А — школа № 959 экстернат (с этнокультурным татарским компонентом образования), начальные классы;
- 27 — Центральный архив Министерства информационных технологий и связи;
- 28, корпус 2 — Союз земельных банков;
- 34А — детский сад № 1123;
- 35Б — детский сад № 965;
- 36А — Центр развития ребёнка — детский сад № 1127;
- 39 — детская поликлиника № 110;
- 40 — школа № 966;
- Владение 51 — НИИ точных приборов; медсанчасть № 76 Управления здравоохранения СВАО; столичный ювелирный завод «Адамас».

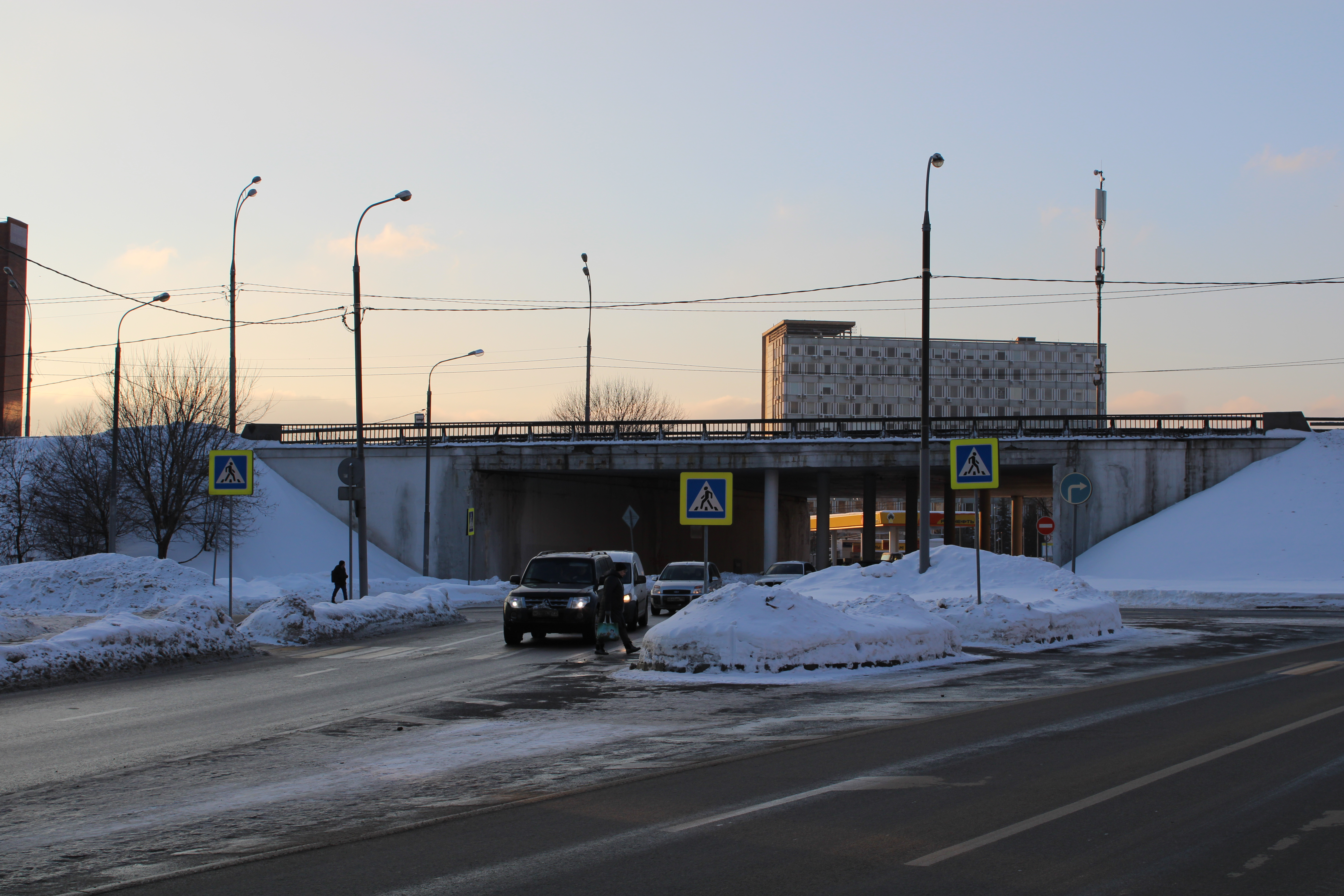
Начало улицы от 2-го Алтуфьевского путепровода
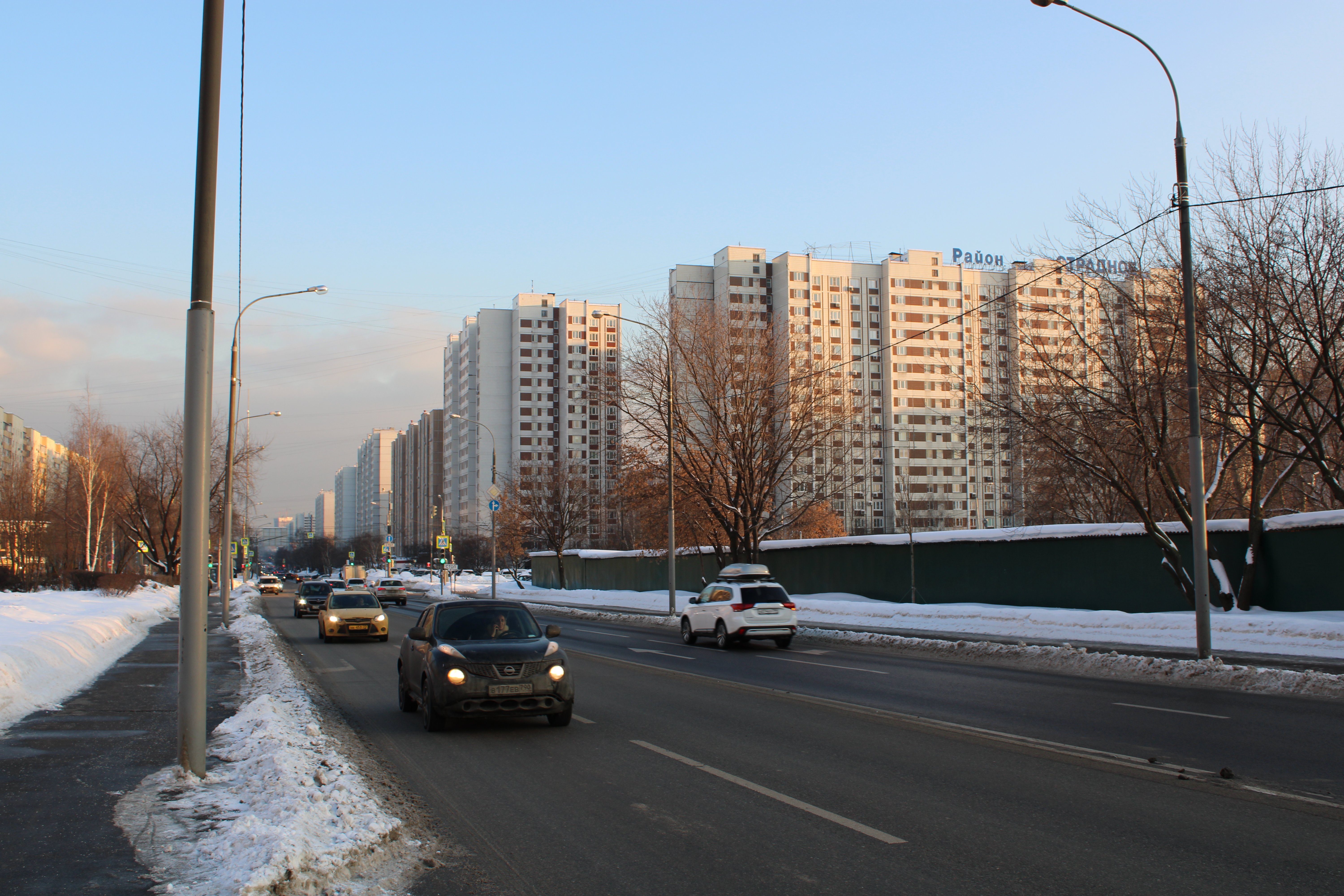
Вид от гаражей в районе бывшей платформы Слободка
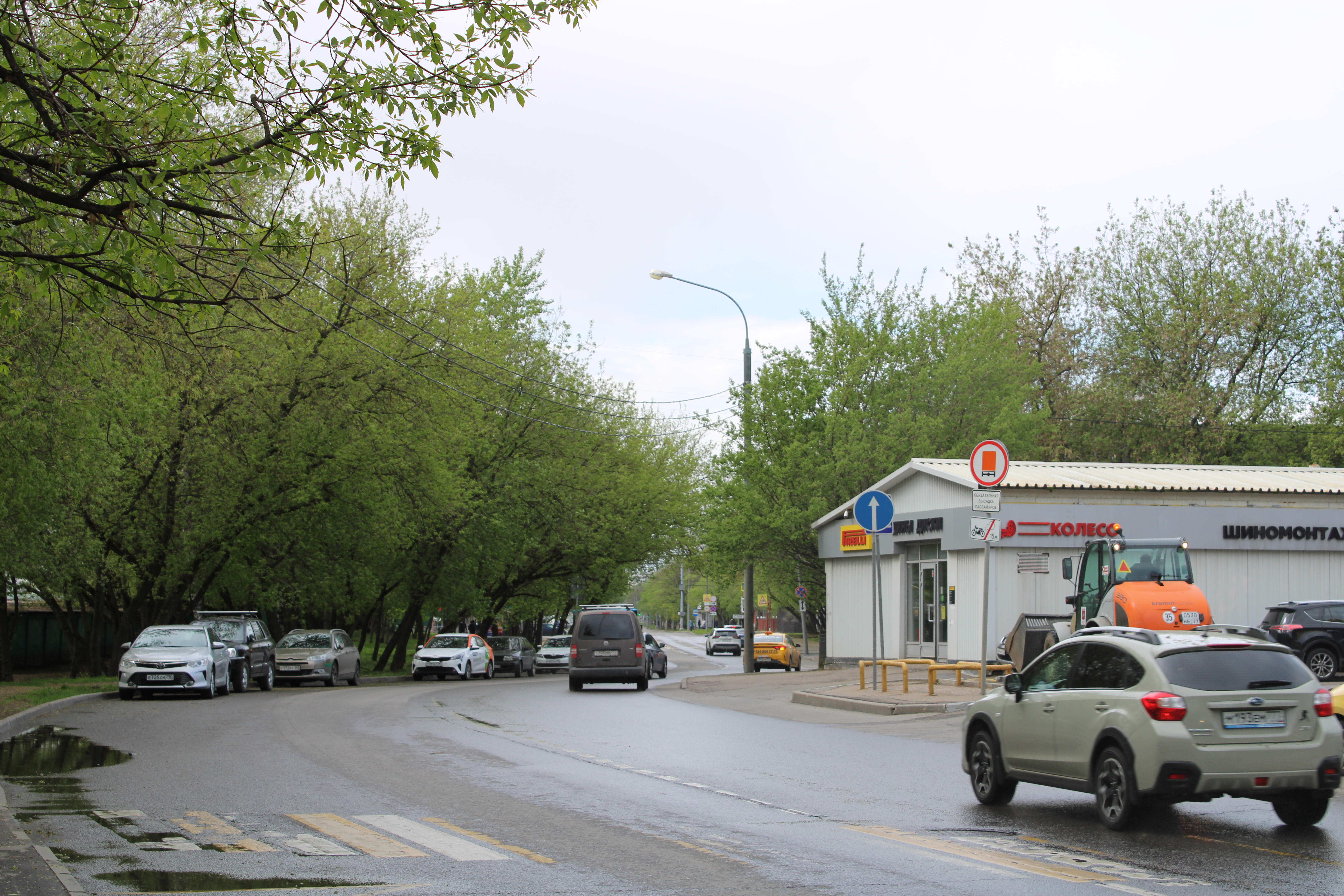
Конец улицы у бывшей платформы Отрадное

## Общественный транспорт

### Внеуличный транспорт

#### Станцииметро
- Отрадное

#### Железнодорожные станции и платформы
- Дегунино

### Наземный транспорт

#### Автобусы
- 23:  Тимирязевская —  Фонвизинская — ул. Декабристов —  Отрадное — ЖК «Юрлово»
- 71:  Ботанический сад —  Отрадное — ул. Декабристов —  Медведково — Осташковская улица
- 598: Юрловский проезд — ул. Декабристов —  Отрадное —  Алтуфьево —  Лианозово
- 124: Микрорайон 4 «Д» Отрадного —  Отрадное — ул. Декабристов —  Бабушкинская — Станция Лосиноостровская
- 238:  Окружная —  Владыкино —  Отрадное — ул. Декабристов —  Бабушкинская — Станция Лосиноостровская
- 238к: Микрорайон 4 «Д» Отрадного —  Отрадное — ул. Декабристов —  Бабушкинская — Станция Лосиноостровская
- 380:  Дегунино — ул. Декабристов —  Отрадное —  Свиблово
- 571: Микрорайон 4 «Д» Отрадного —  Отрадное  — ул. Декабристов —  Бескудниково —  Алтуфьево —  Лианозово — Платформа Грачёвская
- 603: Платформа Яуза —  Ботанический сад — ул. Декабристов — Юрловский проезд
- 605: Юрловский проезд — ул. Декабристов —  Отрадное —  Бабушкинская — Платформа Лось
- 628: Ясный проезд —  Свиблово —  Ботанический сад — ул. Декабристов —  Отрадное
- С6:  Отрадное — ул. Декабристов — Юрловский проезд

#### Электробусы
- 637:  Владыкино —  Отрадное — ул. Декабристов —  Бескудниково —  Бибирево
- 803:  ВДНХ — ул. Декабристов —  Отрадное —  Бескудниково
- н9:  Китай-город —  ВДНХ —  Телецентр —  Отрадное — ул. Декабристов —  Бибирево —  Алтуфьево — 6-й микрорайон Бибирева